# جيمس أوربانياك
جيمس أوربانياك (بالإنجليزية: James Urbaniak)‏ هو ممثل أمريكي، ولد في 17 سبتمبر 1963 في الولايات المتحدة.

## وصلات خارجية
- جيمس أوربانياك على موقع IMDb (الإنجليزية)
- جيمس أوربانياك على موقع ميوزك برينز (الإنجليزية)
- جيمس أوربانياك على موقع قاعدة بيانات برودواي على الإنترنت (الإنجليزية)
- جيمس أوربانياك على موقع إن إن دي بي (الإنجليزية)
- جيمس أوربانياك على موقع ديسكوغز (الإنجليزية)
- جيمس أوربانياك على موقع قاعدة بيانات الفيلم (الإنجليزية)